# Dzsedheperu
Dzsedheperu az ókori egyiptomi XIII. dinasztia egyik uralkodója volt. Kim Ryholt és Darrell Baker szerint a dinasztia 17. királya volt. Körülbelül két évig uralkodott, kb. i. e. 1772-től 1770-ig. A Dzsedheperu a Hórusz-neve; uralkodói és személyneve, melyek alapján általában azonosítjuk a fáraókat, töredékesen maradt fenn.

## Említései
Dzsedheperu uralkodását tizenegy pecsétlenyomat bizonyítja, a núbiai második katarakta környékén található erődökből. Közülük tíz Uronartiból került elő, Szehemréhutaui Habau és Maaibré Sesi fáraókéval együtt. A tizenegyediket Mirgisszában találták.
Dzsedheperu létezését bizonyítja az ún. „Ozirisz-ágy” is, egy fekete bazaltból készült szobor, amely a halotti ágyán fekvő Oziriszt ábrázolja, és ma a kairói Egyiptomi Múzeumban található. A szobrot az I. dinasztiabeli Dzser fáraó sírjában találták, amelyet a későbbi egyiptomiak Ozirisz sírjának tekintettek. Eredetileg egy másik XIII. dinasztiabeli fáraónak, Hendzsernek tulajdonították, a későbbi vizsgálatok bizonyították, hogy eredetileg Dzsedheperu neve állt rajta, melyet később kivéstek, de nem elég alaposan, így egy része olvasható maradt.
Dzsedheperut nem említi a XIX. dinasztia idejében összeállított torinói királylista, amely a második átmeneti korral kapcsolatban az egyik legfontosabb forrás. Ryholt véleménye szerint azért nem szerepel a listán, mert neve (ahogy elődjéé, Szehemréhutaui Habaué és utódjáé, Szebkaié is) a dokumentum sérülése miatt már az eredeti dokumentumról is hiányzott, amelynek segítségével a királylistát összeállították. Ezt bizonyítják azok a leletek is, amelyek azt mutatják, hogy Hórt Habau követte a trónon, majd Szebkai, és ezután következett VII. Amenemhat, míg a királylistán VII. Amenemhat közvetlenül követi Hórt (7. oszlop, 17. és 18. sor).

## Családja
Ryholt szerint Dzsedheperu elődjének, Habaunak a fivére, és Hór Auibré fia. Ezt az Uronartiban talált pecsétekre és az Ozirisz-ágyra alapozza; a pecsétek azt mutatják, Habau és Dzsedheperuré időben egymáshoz közel uralkodtak, ami pedig az Ozirisz-ágyon megmaradt Dzsedheperu személynevéből, az azt mutatja, Hórral kezdődött. Ryholt feltételezése szerint a XIII. dinasztia királyai közt gyakoriak a filiatív kettős nevek, vagyis hogy egy király nevében viseli apja nevét is. Ha Dzsedheperu nevében Hór neve szerepel, akkor Hór fia lehetett, aki fivérét követte a trónon, mivel tudni, hogy Hór utódja Habau volt.

## Név, titulatúra
A fáraók titulatúrájának magyarázatát és történetét lásd az Ötelemű titulatúra szócikkben.
| G5 |

| G5 |

| R11 | R11 | L1 | w |

| R11 | R11 | L1 | w |

| R11 | R11 | L1 | w |

| R11 | R11 | L1 | w |

| G5 |

| G5 |

| R11 | R11 | L1 | w |

| R11 | R11 | L1 | w |

| R11 | R11 | L1 | w |

| R11 | R11 | L1 | w |

| G16 |

| G16 |

| L1 | F31 | w | Z3 |

| L1 | F31 | w | Z3 |

| G16 |

| G16 |

| L1 | F31 | w | Z3 |

| L1 | F31 | w | Z3 |

| G8 |

| G8 |

| O29V | HASH |

| O29V | HASH |

| G8 |

| G8 |

| O29V | HASH |

| O29V | HASH |

| M23 | L2 |

| M23 | L2 |

| N5 | HASH | kA |

| N5 | HASH | kA |

| N5 | HASH | kA |

| N5 | HASH | kA |

| N5 | HASH | kA |

| N5 | HASH | kA |

| N5 | HASH | kA |

| N5 | HASH | kA |

| M23 | L2 |

| M23 | L2 |

| N5 | HASH | kA |

| N5 | HASH | kA |

| N5 | HASH | kA |

| N5 | HASH | kA |

| N5 | HASH | kA |

| N5 | HASH | kA |

| N5 | HASH | kA |

| N5 | HASH | kA |

## Fordítás
- Ez a szócikk részben vagy egészben  a   Djedkheperew című angol Wikipédia-szócikk ezen változatának fordításán alapul.  Az eredeti cikk szerkesztőit annak laptörténete sorolja fel. Ez a jelzés csupán a megfogalmazás eredetét és a szerzői jogokat jelzi, nem szolgál a cikkben szereplő információk forrásmegjelöléseként.